# Relus ter Beek
Aurelus Louis (Relus) ter Beek (ur. 18 stycznia 1944 w Coevorden, zm. 29 września 2008 w Assen) – holenderski polityk, parlamentarzysta, minister obrony (1989–1994).

## Życiorys
Studiował politologię na Uniwersytecie Amsterdamskim. Zaangażował się w działalność polityczną w ramach Partii Pracy, do której należał od 1962. Od 1968 do 1969 był przewodniczącym organizacji młodzieżowej FJG. W latach 1970–1971 współpracował z nadawcą VARA. Od 1971 do 1989 sprawował mandat posła do Tweede Kamer, w latach 1971–1975 pełnił funkcję sekretarza partii ds. międzynarodowych. Od listopada 1989 do sierpnia 1994 sprawował urząd ministra obrony w trzecim rządzie Ruuda Lubbersa. W 1994 powrócił do izby niższej Stanów Generalnych. W styczniu 1995 objął stanowisko komisarza królowej w prowincji Drenthe. Zajmował je do czasu swojej śmierci. Zmarł w 2008 na raka płuc.

## Odznaczenia
- Kawaler Orderu Lwa Niderlandzkiego (1983)
- Komandor Orderu Oranje-Nassau (1994)[1]